# Maytenus disticha
Maytenus disticha är en benvedsväxtart som först beskrevs av Joseph Dalton Hooker, och fick sitt nu gällande namn av Ignatz Urban. Maytenus disticha ingår i släktet Maytenus och familjen Celastraceae. Inga underarter finns listade.